# وروتسه
وروتسه (به مجاری:  Verőce) یک منطقهٔ مسکونی در مجارستان است که در ناحیه سوب واقع شده‌است.